# Aeropuerto de Craiova
El Aeropuerto de Craiova  está ubicado en el suroeste de Rumania, cerca del municipio de Craiova, una de las mayores ciudades de Rumanía. La región del aeropuerto es base de Avioane Craiova SA (anteriormente conocido como IRAv Craiova), la compañía que construyó los aviones rumanos IAR-93 y IAR-99.

## Aerolíneas y destinos
Las siguientes aerolíneas operan vuelos regulares al Aeropuerto de Craiova:

### Destinos internacionales
| Ciudades por países | Nombre del aeropuerto                                   | Aerolíneas |
| África              | África                                                  | África |
| ------------------- | ------------------------------------------------------- | --- |
| Egipto              |                                                         | |
| Hurgada             | Aeropuerto Internacional de Hurghada                    | Animawings (chárter estacional) / Nile Air (chárter estacional)                                                                     |
| Túnez               |                                                         | |
| Monastir            | Aeropuerto Internacional de Monastir-Habib Burguiba     | Nouvelair (chárter estacional) |
| Asia                |                                                         | |
| Chipre              |                                                         | |
| Lárnaca             | Aeropuerto Internacional de Lárnaca                     | Cyprus Airways (chárter estacional)                                                                                                 |
| Turquía             |                                                         | |
| Antalya             | Aeropuerto de Antalya                                   | Animawings (chárter estacional) / FlyOne (chárter estacional) / Tailwind Airlines (chárter estacional) / TAROM (chárter estacional) |
| Estambul            | Aeropuerto de Estambul                                  | Animawings (inicia el 3 de octubre de 2025)                                                                                         |
| Europa              |                                                         | |
| Alemania            |                                                         | |
| Dortmund            | Aeropuerto de Dortmund                                  | Wizz Air |
| Memmingen           | Aeropuerto de Memmingen                                 | Wizz Air |
| Bélgica             |                                                         | |
| Charleroi           | Aeropuerto de Charleroi Bruselas-Sur                    | Wizz Air |
| España              |                                                         | |
| Barcelona           | Aeropuerto Josep Tarradellas Barcelona-El Prat          | Wizz Air (reinicia el 29 de marzo de 2025)                                                                                          |
| Madrid              | Aeropuerto Adolfo Suárez Madrid-Barajas                 | Wizz Air |
| Palma de Mallorca   | Aeropuerto de Palma de Mallorca                         | AlbaStar (chárter estacional) |
| Francia             |                                                         | |
| Beauvais            | Aeropuerto de Beauvais-Tillé                            | Wizz Air (reinicia el 26 de octubre de 2025)                                                                                        |
| Grecia              |                                                         | |
| Atenas              | Aeropuerto Internacional Eleftherios Venizelos          | Wizz Air (inicia el 28 de octubre de 2025)                                                                                          |
| Heraclión           | Aeropuerto Internacional de Heraclión Nikos Kazantzakis | Animawings (estacional) / HiSky (chárter estacional) / Sky Express (chárter estacional)                                             |
| Rodas               | Aeropuerto Internacional de Rodas-Diágoras              | TAROM (chárter estacional) |
| Italia              |                                                         | |
| Bari                | Aeropuerto de Bari-Palese                               | Wizz Air |
| Bérgamo             | Aeropuerto de Bérgamo-Orio al Serio                     | Wizz Air |
| Bolonia             | Aeropuerto de Bolonia                                   | Wizz Air |
| Nápoles             | Aeropuerto de Nápoles-Capodichino                       | Wizz Air (inicia el 28 de octubre de 2025)                                                                                          |
| Roma                | Aeropuerto de Roma-Fiumicino                            | Wizz Air |
| Reino Unido         |                                                         | |
| Birmingham          | Aeropuerto Internacional de Birmingham-West Midlands    | Wizz Air |
| Londres             | Aeropuerto de Londres-Luton                             | Wizz Air |